# Токійські месники
«Токійські месники» (яп. 東京卍リベンジャーズ, Tōkyō Ribenjāzu, англ. Tokyo Revengers) — манґа, за авторством Кена Вакуї у 2017 році. Видавалась у журналі Weekly Shōnen Magazine з березня 2017 року по листопад 2022. У вересні 2021 року студія Liden Films випустила аніме-адаптцію. Перший сезон вийшов у квітні 2021 року, та завершився у вересні того ж року. Другий сезон вийшов у січні 2023 року. Також у липні 2021 року в Японії вийшов фільм-адаптація, продовження якого повинно відбутися у 2023 році.
В грудні 2022 було продано понад 70 мільйонів копій манґи, що робить її однією з найпродаваніших манґ усіх часів.

## Сюжет
Такімічі Ханагакі — 26 річний юнак, що працює у магазину відео-прокату. Вранці, 4 липня, юнак побачив випуск новин, що через конфлікт банди Токіо Манджі померла вчителька молодших класів Хіната Тачібана, та її молодший брат Наото Тачібана. Юнак згадує, що 12 років тому, у шкільні часи, ця дівчина була його першим, та єдиним коханням. Розчарований герой збирається на роботу, і поки він стояв та чекав свій потяг, хтось штовхнув його на рейки. Переляканий юнак з'являється перед дзеркалом в своїй школі. Дата в телефоні вказує на те, що він повернувся рівно на 12 років назад. У минулому він зустрів молодшого брата Хінати Тачібани — Наото, та врятував його від хуліганів. Пожавши руку хлопцю, Такімічі перенісся назад свого часу. Там його зустрів вже дорослий Наото, та розповів, що через їх з Такімічі зустріч у минулому, Наото зміг уникнути смерті, та став поліцейським. Тепер Такімічі повинен знов повернутися на 12 років, щоб не дати банді «Токіо Манджі» стати злочинною організацією, та врятувати Хінату Тачібану.

## Основні персонажі
- Такімічі Ханагакі

Головний персонаж манґи та аніме. Юнак 26 років, що не вірить у себе, та свої можливості, тому проживає своє життя без надії на краще. За допомогою своєї здібності може переміщатися на 12 років у минуле через рукостискання з Наото Тачібаною. Через своє бажання врятувати Хінату Тачібану герой поступово знаходить в собі сили спричиняти супротив долі, та битися до кінця.
- Манджіро Сано

Голова банди Токіо Манджі, також відомої як Тосва (Томан), на прізвисько Майкі. Прагнув нової, золотої ери у світі хуліганів. За його замислом, хулігани повинні були, у своїх справах засновуватися на своєрідному кодексу честі. Наприклад, не залучати у розбірки близьких та родичів, як своїх, так й опонентів. Але з часом він почав розчаровуватися як в своїй ідеології, так й у своїх людях.
- Кен Рюгуджі / Дракен

Заступник голови банди Токіо Манджі, та один із засновників банди. Ліпший друг Майкі, та, за словами Такімічі, є совістю Манжиро. З дитинства жив в «масажному салоні з особовими послугами» через те що від нього відмовились батьки коли Кен був малим.
- Кейске Баджі

Капітан першого загону Токіо Манджі, та один із засновників банди. Він дуже відданий і лояльний член банди, та підтримує ідеали самої банди.
- Тетта Кісакі

Є одним із вищих членів Токіо Манджі у поточній шкалі часу та відповідальний за наказ про вбивство Хінати Татібани у багатьох часових шкалах.
- Хіната Тачібана

Дівчина Такемічі з середній школі, що була вбита в конфлікті, в якому була задіяна нинішня банда Токіо Манджі, що й спонукало Такемічі повернутися в минуле, щоб врятувати її від смерті.
- Наото Тачібана

Молодший брат Хінати Тачібани який також загинув під час конфлікту, спричиненого бандою Токіо Манджі на поточній шкалі часу. Коли Такемічі повертається в минуле, він зустрічає Наото, де Такемічі розповідає йому, як вони з Хіною помруть у майбутньому.

## Медіа

### Манґа
Написана та проілюстрована Кеном Вакуї, «Токійські месники» була опублікована в журналі манґи Коданші Weekly Shōnen Magazine з 1 березня 2017 року по 16 листопада 2022 року. Коданша зібрав свої розділи в окремі томи танкобон. Перший том вийшов 17 травня 2017 року.
Манґа також ліцензована на Тайвані Tong Li Publishing, у Південній Кореї — Haksan Publishing, у Франції — Glénat Editions, у Німеччині — Carlsen Manga, в Італії — J-Pop, в Іспанії — Norma Editorial, у Мексиці — Panini Comics, у Бразилії — Editora JBC, в Аргентині — Editorial Ivrea, у Таїланд — Vibulkij Publishing, в Індонезії — Elex Media Komputindo, у В'єтнамі — IPM, у Польщі — Waneko, у Туреччині — Gerekli Şeyler, в Україні — Наша Ідея, у Чехії — Crew.
28 жовтня 2021 року було оголошено пародійну спін-офф манґи, написану та проілюстровану Шінпеєм Фунацу під назвою Tōdai Revengers. Його серіалізація почалася на веб-сайті Kodansha Magazine Pocket 3 листопада 2021 року. Серія завершиться випуском його шостого тому.
20 червня 2022 року було анонсовано додаткову манґу, присвячену Кейске Баджі та Чіфую Мацуно, написану й проілюстровану Юкінорі Кавагуті під назвою Tokyo Revengers: Baji Keisuke Kara no Tegami. Його серіалізація почалася в Magazine Pocket 27 липня 2022 року.

### Аніме
У червні 2020 року було оголошено, що «Токійські месники» отримають адаптацію аніме-серіалу. Виробництвом серіалу займається компанія Liden Films, а режисером — Коічі Хацумі. Сценарій серіалу — Ясуюкі Муто, дизайн персонажів — Кейко Ота, звукорежисер — Сатокі Іїда, а музику — Хіроакі Цуцумі. Він транслювався на MBS та інших мережах з 11 квітня по 19 вересня 2021 року. Офіційний Hige Dandism виконував початкову пісню «Cry Baby», а Ейлл виконав заключну пісню серіалу «Koko de Iki o Shite» (ここで息). をして, «Зробіть подих тут»). Друга завершальна пісня — «Tokyo Wonder» у виконанні Накімуші. Crunchyroll ліцензував серіал за межами Азії. Muse Communication ліцензувала серіал у Південно-Східній та Південній Азії та транслює його на своєму YouTube-каналі Muse Asia та у Bilibili. Вони також надали ліцензію на аніме Animax Asia для телевізійних трансляцій.
З 12 квітня по 20 вересня 2021 року на YouTube вийшла серія короткометражних аніме, створених Studio Puyukai, що містять версії персонажів у стилі чібі під назвою ChibiReve (ちびりべ, «Месники Чібі»).
18 грудня 2021 року Tokyo Revengers було продовжено на другий сезон, який адаптує арку «Christmas Showdown». Прем'єра відбулася 8 січня 2023 року. Офіційний Hige Dandism виконав початкову пісню «White Noise» (ホワイトノイズ, Howaito Noizu), а Тую виконав заключну пісню «Kizutsukedo, Aishiteru» (傷つけど、愛してる。, «Це може бути боляче, але я все одно це люблю»). Disney Platform Distribution ліцензувала сезон.

### Фільм
Екшн-адаптація була оголошена в лютому 2020 року. Режисером фільму є Цутому Ханабуса, сценарій — Ізумі Такахаші, музика — Ютака Ямада. Актори включають Такумі Кітамура, Юкі Ямада, Йосуке Сугіно, Нобуюкі Судзукі, Хаято Ізомура, Шотаро Мамія, Ріо Йошізава та Міо Імада. Головною піснею для фільму є «Namae wo Yobu yo» (名前を呼ぶよ) від Super Beaver. У квітні 2020 року було оголошено, що знімальна група призупинила знімання через пандемію COVID-19. Спочатку прем'єра фільму мала відбутися в Японії 9 жовтня 2020 року, але в червні 2020 року показ фільму було відкладено через триваючий вплив COVID-19. У березні 2021 року було оголошено, що прем'єру фільму перенесено на 9 липня 2021 року. Сиквел під назвою «Tokyo Revengers 2: Bloody Halloween-hen» (東京リベンジャーズ2 血のハロウィン編, Tōkyō Ribenjāzu 2), було оголошено в липні 2022 року. Він адаптує арку «Кривавий Хелловін» і вийде у двох частинах під назвами Unmei (運命, Destiny) і Kessen (決戦, Decisive Battle). Прем'єри фільмів заплановані на 21 квітня та 30 червня 2023 року відповідно. Серед нових акторів — Кенто Нагаяма, Нідзіро Муракамі та Махіро Такасугі.

### П'єса
Адаптація вистави, створена Office Endless, транслювалася з 6 по 22 серпня 2021 року з показами в Токіо, Осаці та Канагаві. Режисер вистави Наохіро Ісе. Головною піснею вистави є «Hero» попрок-гурту Sir Vanity, хедлайнерами якого є актори голосу Юічіро Умехара та Йосікі Накадзіма.
Друга вистава під назвою «Токійські месники: Кривавий Хелловін» проходила з 18 по 21 березня в Осаці та з 25 березня по 5 квітня 2022 року в Токіо. Головною піснею є «Will» сера Ваніті.

## Сприйняття

### Популярність
У 2021 році Токійські Месники перемогли в категорії аніме Yahoo! Japan Search Awards, що базується на кількості пошукових запитів за певним терміном порівняно з роком раніше. Серіал очолив список «Рейтинг трендів, вибраних підлітками у 2021 році» лабораторії Mynavi Teens Lab корпорації Mynavi, яка проводить підлітковий маркетинг і дослідження. Nikkei Entertainment відзначив аніме-серіал одним із найбільших хітів 2021 року, ставши найпопулярнішою потоковою програмою як для чоловічої, так і для жіночої аудиторії. Серіал отримав «Anime Award» за свою популярність на Twitter Japan's Trend Awards 2021. Аніме-адаптація «Токійських месників» стала 7-м найобговорюванішим телешоу 2021 року в усьому світі в Twitter.

### Манґа
У 2020 році «Токійські месники» отримали 44-ту нагороду «Коданша Манґа» в категорії «Сьонен». Журнал Da Vinci посів 9 місце в списку «Книга року» 2021 року; він посів 18 місце в списку 2022 року. Він посів 12 місце в Kono Manga ga Sugoi Takarajimasha! Список найкращих манґ для чоловіків 2022 року.

### Аніме
У 2021 році західні локалізовані версії аніме піддали цензурі символ буддійської свастики манджі (卍), який використовував Tokyo Manji Gang, щоб уникнути потенційних суперечок, які можуть виникнути через плутанину з схожим на вигляд символом нацистської свастики (卐). Видалення, здійснене японськими ліцензіарами та вплинуло на всі версії аніме, офіційно поширені за межами Японії, саме по собі виявилося суперечливим, оскільки деякі шанувальники критикували отриману версію як з технічних причин, так і з причини свободи слова. Однак офіційні випуски серіалу для Південно-Східної та Південної Азії від Muse Communication почали випускати версії без цензури пізніше, залишивши Crunchyroll єдиним офіційним потоковим сайтом за межами Японії, де цензура аніме